# Francisco Martín (futbolista)
Francisco Martín (Delfín Gallo, Tucumán, 19 de enero de 1926) fue un futbolista argentino que jugaba como delantero.

## Trayectoria

### Atlético Tucumán
Martín debutó en Atlético Tucumán en 1943, año del retiro de Santiago Michal. En 1944 compartió equipo con Leónidas van Gelderen, Armando Benavidez y Raúl Martínez. En 1951 se coronó campeón de la Liga Tucumana, cortando una racha negativa, sin poder ser campeón anual de la institución, compartiendo el ataque con Marcelo Urueña, Héctor Figueroa y el ídolo decano Raúl Villalba. Paco se retiró del fútbol en 1953.
Martín marcó 91 goles, en 174 partidos disputados con la camiseta de Atlético Tucumán. Es el sexto máximo goleador histórico del club.

## Clubes
| Club             | País      |
| ---------------- | --------- |
| Atlético Tucumán | Argentina |

## Palmarés
| Título        | Equipo           | País      | Año  |
| ------------- | ---------------- | --------- | ---- |
| Liga Tucumana | Atlético Tucumán | Argentina | 1951 |